# Jean-Marie Mersch
 (décembre 2012).
Pour les articles homonymes, voir Mersch (homonymie).
Jean-Marie Mersch (11 mai 1934 à Bruxelles en Belgique - ) est un journaliste à la Radio-télévision belge de la Communauté française (RTBF).

## Biographie
Après diverses expériences dans l’enseignement, le cinéma et la publicité, il est entré en 1967 à la RTB (qui, ne s'appelait pas encore RTBF), d'abord à la radio, puis, au bout de quelques mois, à la télévision. Spécialisé d’entrée de jeu dans le domaine des arts et des lettres, il a assumé jusqu’en 1994 la présentation et la production des magazines culturels télévisés: "Rendez-vous dimanche", "Affiches", "Signes des temps", "Peinture vivante", "Musée de poche", "7 sur 7", "Carrefour 17", "Champ libre", "Le temps d’un livre", "Écritures", "Culture Club", "Bouquins", "Livres-parcours" et "En toutes lettres". 
Tout en assurant la couverture ponctuelle de l’actualité, il a réalisé dans ce cadre de très nombreuses monographies consacrées, soit à des thèmes culturels d’ordre général ou particulier, soit à des personnalités du monde artistique et, surtout, littéraire, qu’elles soient vivantes ou disparues, belges ou étrangères.
Nommé en 1974 à titre de journaliste politique, il a quitté pendant une saison le Service des Magazines culturels pour être affecté à la rédaction du Journal télévisé, dont il a régulièrement présenté les différentes éditions (la première, en second, la dernière, en solo) et dans le cadre duquel il a, en outre, réalisé de nombreux reportages. 
Parallèlement à ses activités télévisuelles, il a créé en 1992 la "Chronique du livre" du Journal parlé, dont il est demeuré titulaire jusqu’en 1996. Et, depuis 1994, sur Musique 3 (qui ne s'appelait pas encore Musiq'3), producteur associé du magazine culturel "Polyptyque", il y a présenté chaque semaine, soit une monographie consacrée à un thème culturel, soit un long entretien avec un écrivain.
Par ailleurs, il a publié occasionnellement des articles dans La Libre Belgique, La Revue Générale, Télé Moustique, Le Ligueur et la revue Semper et a été pendant plusieurs années collaborateur régulier de l’hebdomadaire Inter Médiaire.
Enfin, il a été pendant trois ans le membre belge du jury du Concours international de la meilleure nouvelle de langue française organisé par Radio France et l’ACCT.
Retraité depuis 1999, il a, sous le titre d’"Intolérance ZÉRO", publié en 2004 aux éditions Racine un livre d’entretiens avec Patrick Nothomb (le père d'Amélie) qui évoque longuement la vie et la brillante carrière de ce grand diplomate. 
Par ailleurs, engagé depuis décembre 2005 par la RCF, la Radio Chrétienne Francophone, il y a créé l’émission "Quoi de neuf, Amadeus ?", dans le cadre de laquelle il fait écho plusieurs fois par semaine, sur les antennes de Bruxelles, de Liège, de Namur et du Brabant wallon, à l'actualité du disque classique.
Enfin, de 2005 à 2007, il a été collaborateur attitré de la revue "Horizons", éditée par l’Association Royale des Anciens et Anciennes Élèves du Collège Saint-Michel, dont il est membre.

### Distinctions honorifiques
En 1988, deuxième prix ex æquo du Concours annuel de Journalisme du Conseil de la Communauté française de Belgique (aujourd’hui Parlement de la Communauté française) pour le scénario et les dialogues d’un téléfilm évoquant la figure du dramaturge Fernand Crommelynck.
En 1994, premier prix de cette même compétition pour "La liberté, mode d’emploi", portrait télévisé du surréaliste belge Marcel Mariën.